# Каппа Весов
Каппа Весов (лат. κ Librae), 43 Весов (лат. 43 Librae), HD 139997 — двойная звезда в созвездии Весов на расстоянии приблизительно 353 световых лет (около 108 парсеков) от Солнца. Видимая звёздная величина звезды — +4,72m.

## Характеристики
Первый компонент — красный или оранжевый гигант спектрального класса M0IIIb или K5III. Радиус — около 38 солнечных, светимость — около 296 солнечных. Эффективная температура — около 3930 К.